# Jason Momoa
Joseph Jason Namakaeha Momoa, född 1 augusti 1979 i Honolulu, Hawaii, är en amerikansk skådespelare och producent.
I Stargate Atlantis spelar Momoa den orädde krigaren Ronon Dex, en före detta Wraith-löpare vars folk dog ut under en attack av Wraith. Han medverkade 2011 i Conan Barbaren. Han spelar Khal Drogo, hövdingen över Dothraki-folket i fantasyserien Game of Thrones (baserad på romanserien Sagan om is och eld).
Momoa började en relation med skådespelerskan Lisa Bonet efter att gemensamma vänner introducerade dem år 2005. Även om det tidigare troddes att Momoa och Bonet gifte sig den 15 november 2007, gifte sig paret inte lagligt förrän i oktober 2017. Paret har två barn tillsammans.

## Filmografi (i urval)

### Film
| År   | Titel                              | Roll                               | Anmärkningar                               |
| ---- | ---------------------------------- | ---------------------------------- | ------------------------------------------ |
| 2004 | Johnson Family Vacation            | Navarro                            |                                            |
| 2011 | Conan the Barbarian                | Conan                              |                                            |
| 2012 | Bullet to the Head                 | Keegan                             |                                            |
| 2014 | Road to Paloma                     | Robert Wolf                        | Även regissör, producent and medförfattare |
| 2014 | Debug                              | Iam                                |                                            |
| 2014 | Wolves                             | Connor                             |                                            |
| 2016 | Batman v Superman: Dawn of Justice | Arthur Curry / Aquaman             | Cameo                                      |
| 2016 | Sugar Mountain                     | Joe Bright                         |                                            |
| 2017 | Once Upon a Time in Venice         | Spyder                             |                                            |
| 2017 | The Bad Batch                      | Miami Man                          |                                            |
| 2017 | Justice League                     | Arthur Curry / Aquaman             |                                            |
| 2018 | Braven                             | Joe Braven                         | Även producent                             |
| 2018 | Aquaman                            | Arthur Curry / Aquaman             |                                            |
| 2019 | Lego-filmen 2                      | Arthur Curry / Aquaman             | Röst                                       |
| 2021 | Zack Snyder's Justice League       | Arthur Curry / Aquaman             |                                            |
| 2021 | Sweet Girl                         | Ray Cooper                         | Även producent                             |
| 2021 | Dune                               | Duncan Idaho                       |                                            |
| 2022 | Äventyr i Drömlandet               | Flip                               | Även producent                             |
| 2022 | The Last Manhunt                   | Big Jim                            | Även producent                             |
| 2023 | Fast X                             | Dante Reyes                        |                                            |
| 2023 | The Flash                          | Arthur Curry / Aquaman             | Cameo                                      |
| 2023 | Aquaman and the Lost Kingdom       | Arthur Curry / Aquaman             | Även medförfattare                         |
| 2025 | A Minecraft Movie                  | Garrett "The Garbage Man" Garrison | Även producent                             |
| 2025 | Animal Friends                     | TBA                                |                                            |
| 2026 | Supergirl: Woman of Tomorrow       | Lobo                               |                                            |

### TV
| År        | Titel                      | Roll                   | Anmärkningar                        |
| --------- | -------------------------- | ---------------------- | ----------------------------------- |
| 1999–2001 | Baywatch: Hawaii           | Jason Ioane            | 38 avsnitt                          |
| 2003      | Baywatch: Hawaiian Wedding | Jason Ioane            | TV-film                             |
| 2004–2005 | North Shore                | Frankie Seau           | 21 avsnitt                          |
| 2005–2009 | Stargate Atlantis          | Ronan Dex              | 73 avsnitt                          |
| 2009      | The Game                   | Roman                  | 4 avsnitt                           |
| 2011–2012 | Game of Thrones            | Khal Drogo             | 11 avsnitt                          |
| 2014–2015 | The Red Road               | Phillip Kopus          | 12 avsnitt                          |
| 2014–2015 | Drunk History              | Olika roller           | 2 avsnitt                           |
| 2016–2018 | Frontier                   | Declan Harp            | 18 avsnitt; även exekutiv producent |
| 2019–2022 | See                        | Baba Voss              | 24 avsnitt                          |
| 2022      | Peacemaker                 | Arthur Curry / Aquaman | 1 avsnitt (cameo)                   |
| 2025      | Chief of War               | Kaʻiana                |                                     |